# Deutscher Esperanto-Bund
Der Deutsche Esperanto-Bund (DEB; auf Esperanto: Germana Esperanto-Asocio, GEA) ist ein 1906 gegründeter eingetragener Verein mit Sitz in Berlin, dessen vorrangiges Ziel die Förderung des Esperanto in Deutschland ist.

## Aufbau und Leistungen
Der DEB hat etwa 1600 Mitglieder; in den meisten Bundesländern gibt es Landesverbände, außerdem sind dem DEB Ortsgruppen angeschlossen.
Jährliche Hauptveranstaltung ist der Deutsche Esperanto-Kongress, den der DEB manchmal gemeinsam mit Esperanto-Verbänden von Nachbarländern organisiert. Auf dem Kongress wird alle zwei Jahre der Vorstand gewählt. Vorsitzender des DEB war von 2017 bis 2023 der Diplomat Ulrich Brandenburg, seither ist es der Sprachwissenschaftler Martin Haase.
Das Verbandsorgan heißt Esperanto aktuell, das diesen Titel seit 1982 hat und in seiner jetzigen Grundform seit 1992 erscheint. Längere Zeit war es in eine deutsch- und eine esperantosprachige Ausgabe geteilt. Bücher auf und über Esperanto kann man über den Buchversand des DEB beziehen.
Der DEB hat in Herzberg am Harz seine Aus- und Weiterbildungsstätte (Interkultura Centro Herzberg, ICH). Dort kann man die Sprache erlernen und Vorträgen, Kursen und Seminaren folgen. In Berlin gibt es ein Informationszentrum des DEB. Das Deutsche Esperanto-Institut (Germana Esperanto-Instituto, GEI) beschäftigt sich vor allem mit dem Abnehmen von Esperanto-Sprachprüfungen.
Die eigenständige Jugendorganisation Deutsche Esperanto-Jugend e. V. wurde 1951 gegründet und hat ihre Geschäftsstelle in Berlin. Sie organisiert jedes Jahr in der Silvesterwoche ihre Jugend-E-Woche. Die Anzahl der zahlenden Mitglieder liegt bei etwa 130.

## International
Der DEB ist Anschlussverband im Esperanto-Weltbund UEA, seit 1934 und dann wieder seit 1955, und entsendet Delegierte in den UEA-Verbandsrat. Bislang haben in Deutschland acht (mit Danzig 1927: neun) Esperanto-Weltkongresse  stattgefunden, zuletzt in Berlin 1999.
In der Vergangenheit waren Deutsche mehrmals Generalsekretär oder stellvertretender Vorsitzender der UEA.
Die Deutsche Esperanto-Jugend gehört zu den Landessektionen der Weltorganisation junger Esperantisten TEJO.
Unabhängig von der UEA organisieren der DEB und die Jugend beispielsweise gemeinsame Veranstaltungen mit Esperanto-Verbänden in Nachbarländern. Ferner fördert der DEB Esperantisten in unterschiedlichen Ländern Afrikas.
Einige der größten internationalen Esperanto-Treffen Europas finden alljährlich in Deutschland statt, etwa die Internationale Woche der Deutschen Esperanto-Jugend, das privat organisierte Internationale Festival oder das Frühjahrsfamilientreffen des Deutschen Esperanto-Bundes.

## Geschichte

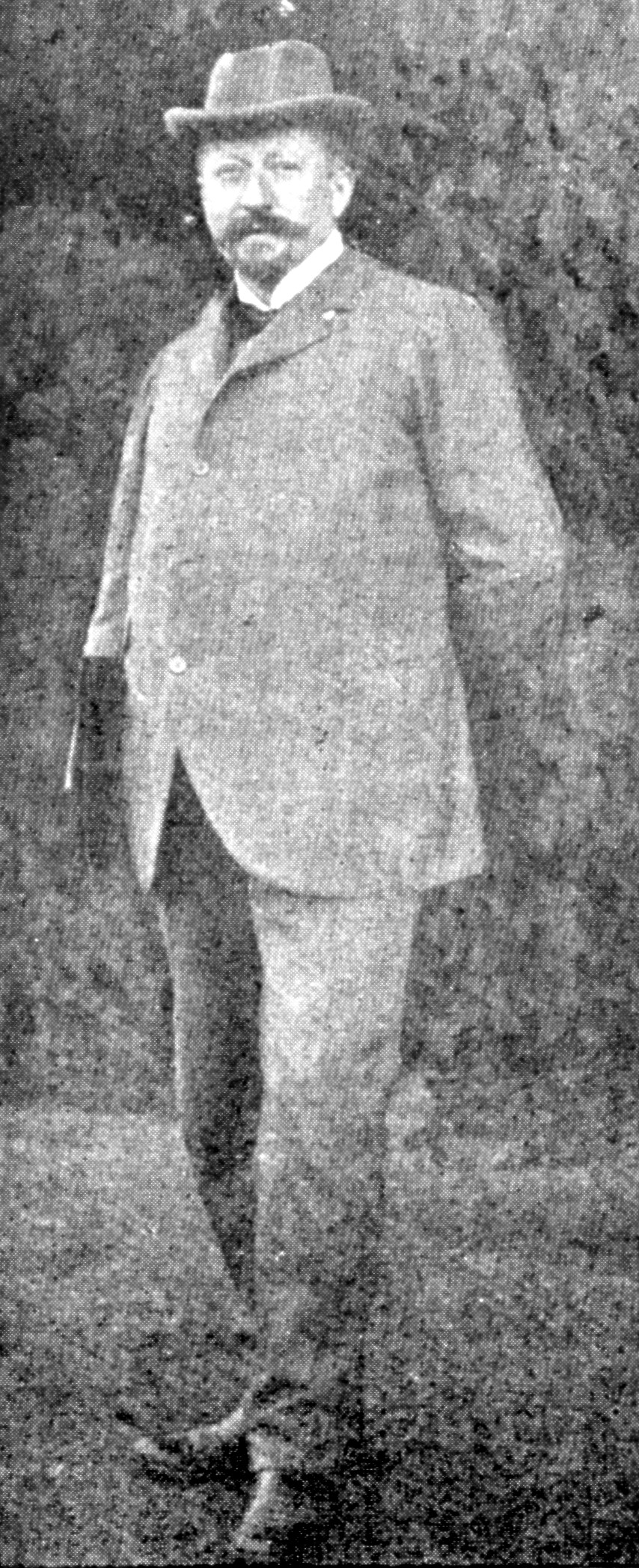
Eduard Mybs, Arzt aus Altona, Vorsitzender 1906–12

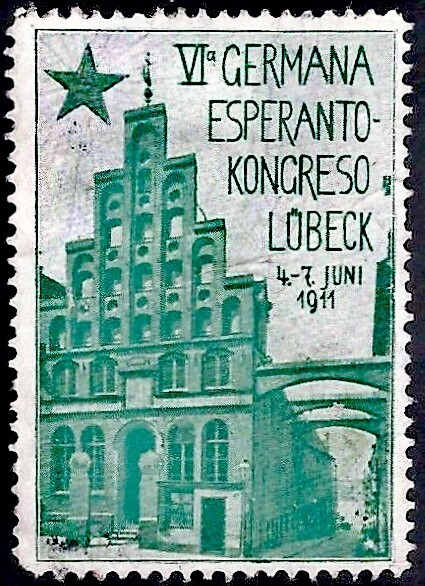
Reklamemarke

### Gründungsphase
Für die Geschichte der gesamten Esperanto-Sprachgemeinschaft wichtig ist der Nürnberger Weltspracheverein von 1885, der 1888 vom Volapük zum Esperanto wechselte. In Nürnberg wurde auch die erste Esperanto-Zeitschrift herausgegeben, La Esperantisto. Dies war aber noch nicht der Auftakt zur späteren deutschen Esperanto-Bewegung.
Bereits 1903 hatte Ludwig E. Meier von der Münchner Ortsgruppe an einen deutschlandweiten Verband gedacht, den Schritt zur Gründung aber noch nicht gewagt. Alfred Hermann Fried (1864–1921) engagierte sich 1902–1903 für die Gründung einer deutschen Esperanto-Gesellschaft, musste aber Berlin im Juni 1903 verlassen und nach Wien zurückkehren. Der Schweizer Journalist Jean Borel (1868–1946) setzte nach einem Besuch bei dem Begründer des Esperanto Ludwig Zamenhof (1859–1917) in Warschau und der Beratung mit ihm die Arbeiten in Berlin fort, gründete im November 1903 gemeinsam mit Adolf Schmidt (1860–1944), Wilhelm Wetekamp (1859–1945) und anderen unter der Schirmherrschaft der Deutschen Friedensgesellschaft die Esperanto-Gruppe Berlin, im Dezember 1903 gemeinsam mit seinem Bruder Jules Borel (1873–1946) den Esperanto-Verlag Möller & Borel, in dem er ab 1904 Lehrmaterialien, Informationsschriften, belletristische und Fachliteratur und die Zeitschrift der Berliner Gruppe Esperantistische Mitteilungen herausgab, die 1905 zum Germana Esperantisto wurde. Dieses Forum initiierte dann 1906 in Braunschweig die Gründung einer Deutschen Esperantisten-Gesellschaft. 1909 erfolgte die Umbenennung zum heute genutzten Namen, als die Gesellschaft sich von einem Verein von Einzelmitgliedern in einen Bund von Esperanto-Gruppen umwandelte.

### Erster Weltkrieg
Der Krieg erfasste den DEB ebenso unvorbereitet wie die deutsche Gesellschaft an sich, dennoch konnte das Verbandsorgan Germana Esperantisto von Friedrich Ellersiek weitergeführt werden. Ähnlich stabil war von den kriegführenden Ländern am ehesten noch der britische Bund. Das Verbandsorgan betonte im Krieg deutsche Friedensbereitschaft, war aber auch von Ernst und Patriotismus geprägt.
Der DEB bzw. ein von ihm initiiertes Komitee gab die regierungsamtlichen Informationsblätter auf Esperanto heraus und verschickte sie an Esperantisten in den neutralen Ländern. Dieses Vorgehen ahmten später auch Esperantisten in Frankreich und Italien nach.

### Weimarer Zeit
Der Krieg hatte sowohl nationalistische als auch internationalistische Strömungen verstärkt. Es gab Anfeindungen gegen Esperanto als "westliche Phantasterei", aber auch Zuspruch. So war Reichspräsident Friedrich Ebert Schirmherr des Esperanto-Weltkongresses in Nürnberg 1923. Die Esperantisten benutzten als Argument für Esperanto, dass die Völkerverständigung wichtiger als je zuvor sei.

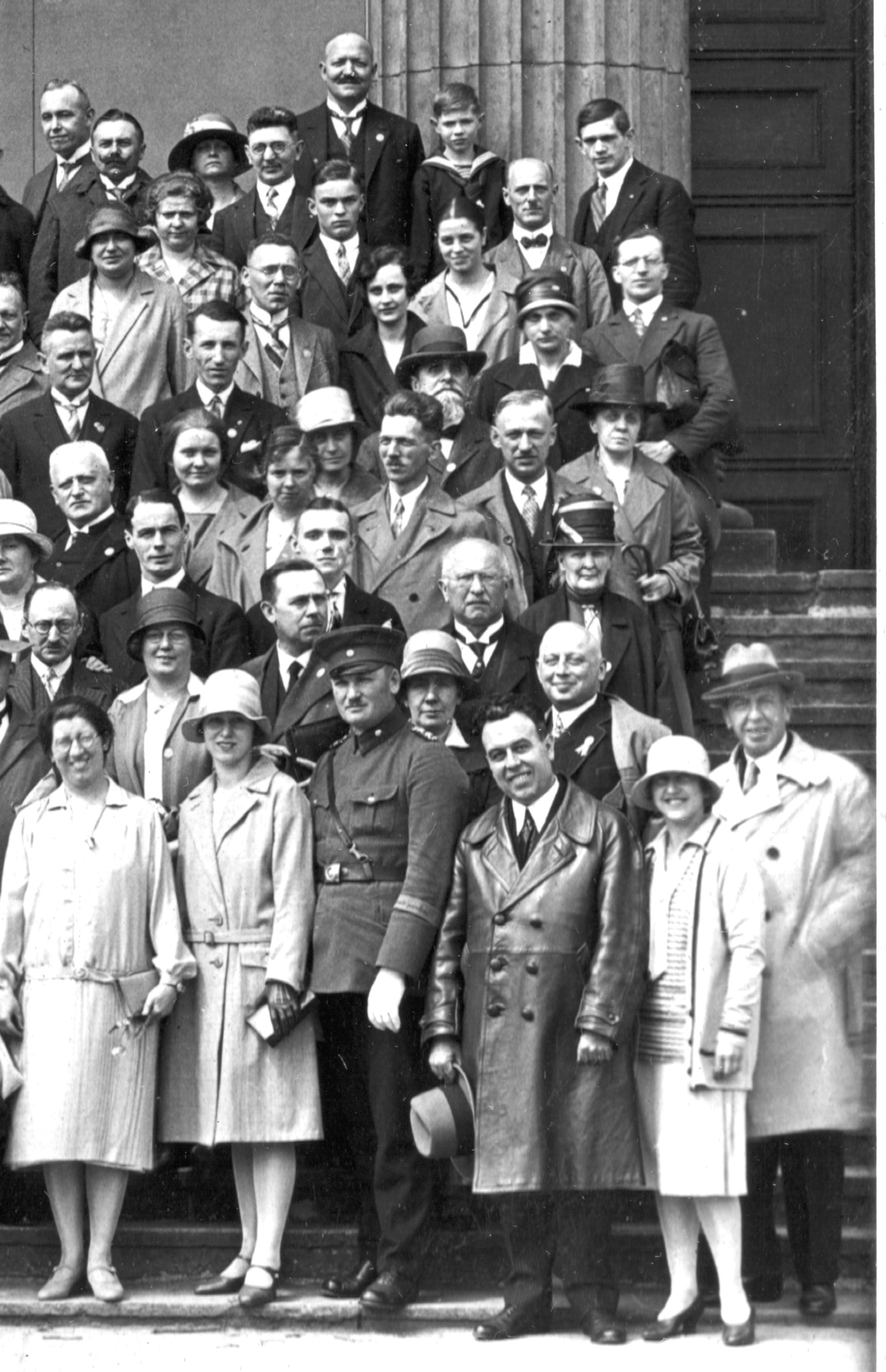
Potsdam, Pfingsten 1928: Deutscher Esperanto-Kongress u. a. mit Edmond Privat (1. Reihe, 3. v.r.) vom Esperanto-Weltbund

Organisatorisch und strategisch ist die Weimarer Zeit aus Esperanto-Sicht nicht sehr verschieden vom Kaiserreich. Neu war die Spaltung der Esperanto-Bewegung in eine "bürgerlich-neutrale", zu der der DEB gehörte, und eine "sozialistische" mit dem Deutschen Arbeiter-Esperanto-Bund.

### Nationalsozialismus
Die nationalsozialistische Machtergreifung 1933 stellte den DEB vor die Frage, wie er sich der neuen Situation anpassen kann bzw. muss. Einerseits herrschte Unsicherheit darüber, was genau der DEB tun musste, um überleben zu können (die Arbeiter-Esperanto-Verbände wurden sofort verboten). Andererseits erhoffte der DEB sich sogar, das neue Regime würde Esperanto in seiner Auslandspropaganda verwenden, wie die Sowjetunion oder das faschistische Italien. Zur Selbstgleichschaltung gehörte die Einrichtung des Führerprinzips und schließlich, Anfang 1936, auch der Ausschluss jüdischer Mitglieder.
Das wurde nicht widerspruchslos akzeptiert. Beispielsweise lehnte es der DEB-Führer Arnold Behrendt (1877–1935) im April 1934 ab, den Arierparagraphen in Kraft zu setzen und die Magdeburger Gruppe verlor nach Einführung des Paragraphen außer ihrem einzigen jüdischen Mitglied gleich durch freiwilligen Austritt rund ein Viertel ihrer Mitglieder. Der Verleger Friedrich Ellersiek stellte 1935 nicht nur das Erscheinen der Zeitschrift Der deutsche Esperantist ein, er trat auch demonstrativ  aus dem DEB aus.
Kritiker des Anpassungskurses wiesen darauf hin, dass Adolf Hitler bereits in Mein Kampf seine Meinung über Esperanto offenbart hatte:
Solange der Jude nicht der Herr der anderen Völker geworden ist, muß er wohl oder übel deren Sprachen sprechen, sobald diese jedoch seine Knechte wären, hätten sie alle eine Universalsprache (z. B. Esperanto!) zu lernen, so daß auch durch dieses Mittel das Judentum sie leichter beherrschen könnte!
Erschwert wurde die Lage des DEB noch durch zwei weitere Entwicklungen: International fand damals die Umgestaltung der Esperanto-Bewegung statt, der Weltbund wurde zum Dachverband der nationalen Verbände und forderte deren offizielle politische Neutralität ein. National hatte sich eine Neue Deutsche Esperanto-Bewegung (NDEB) gegründet, ein nationalsozialistisch orientierter Verein, der sowohl vom Staat als auch vom Weltbund als alleinige Vertretung der deutschen Esperantisten anerkannt werden wollte, aber dann sein Scheitern selbst eingestehen musste mit der Feststellung, „dass von den Esperantisten in Deutschland ‚die übergroße Mehrheit‘ bewusst oder unbewusst weiter ‚auf den alten ausgetretenen Pfaden jüdischer Völkerversöhnungsillusionen‘ wandele.“
Tatsächlich blieb der nationalsozialistische Staat dem Esperanto gegenüber misstrauisch. Am 18. Februar 1936 ordnete Martin Bormann an, dass NSDAP-Mitglieder nicht in "Kunstsprachevereinigungen" tätig sein durften. Da der DEB sich trotz dieser Entmutigung nicht auflöste, lösten die Politischen Polizeikommandeure der Länder im Juni 1936 die letzten Esperanto-Verbände in Deutschland auf.
Esperanto selbst war nicht verboten, und so trafen sich Esperantisten privat zur Pflege ihrer Sprachkenntnisse. Im Krieg wurde aus Gründen der Zensur verboten, auf Esperanto Briefe zu schreiben.

### Kalter Krieg 1945–1989 und Vereintes Deutschland
In den drei Westzonen wurde der Deutsche Esperanto-Bund 1947 wiedergegründet, zunächst mit München als Sitz. Er führte sowohl die Tradition der sogenannten bürgerlichen als auch der Arbeiter-Esperantisten aus der Vorkriegszeit fort. Da er sich aber 1955 dem unpolitischen Esperanto-Weltbund UEA anschloss, gründete ein kleinerer Teil der Arbeiter-Esperantisten einen eigenen Verband, den Freien Esperanto-Bund für die deutschen Sprachgebiete.

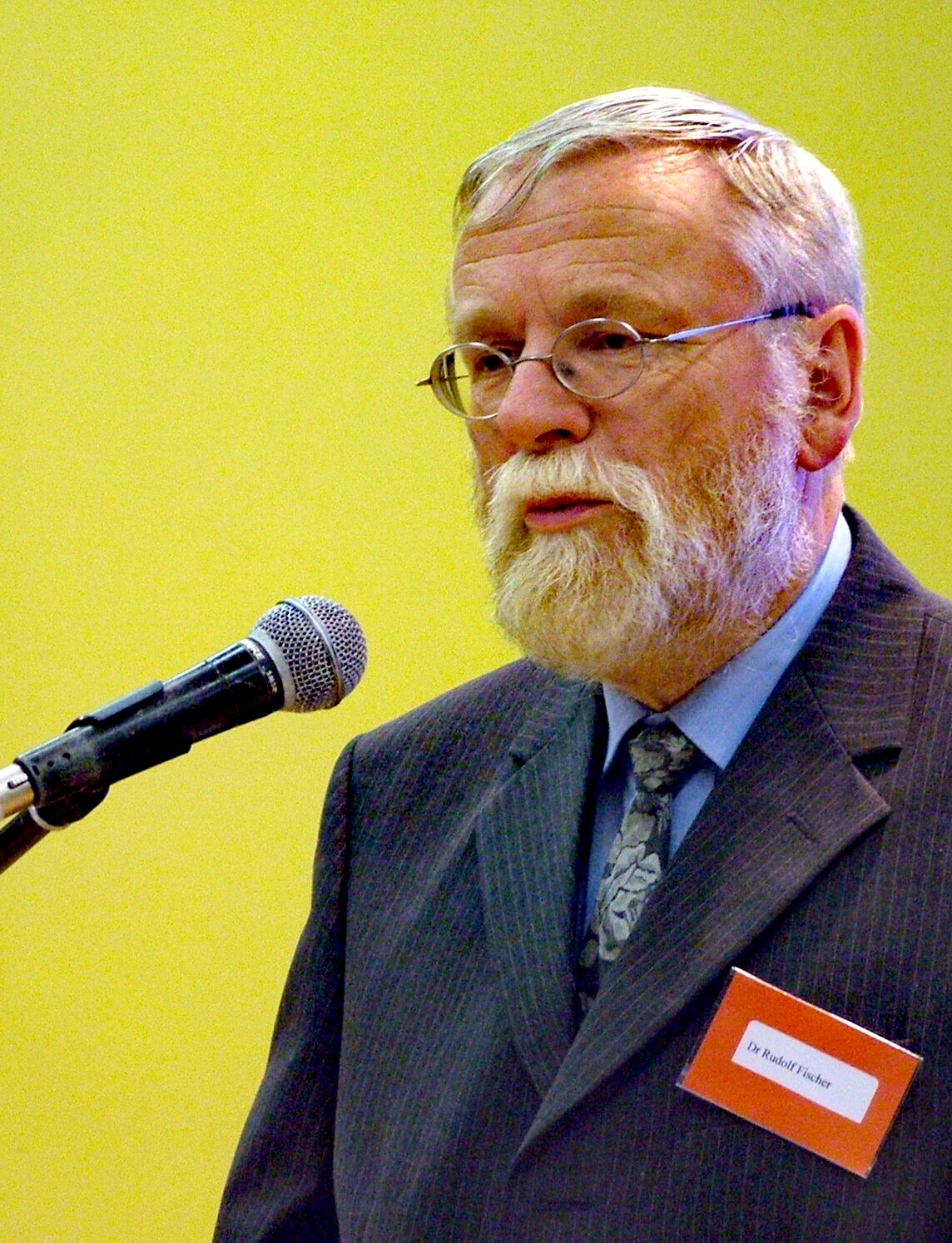
Rudolf Fischer, Vorsitzender bis 2013

Noch in der sowjetischen Besatzungszeit wurden 1949 Esperanto-Organisationen auf dem Gebiet der späteren DDR verboten. Doch trotz staatlicher Repression wurden Kurse durchgeführt, trafen sich Esperantisten, um ihre Sprache zu pflegen, nahmen einige an den bis zum Mauerbau 1961   organisierten „Interzonentreffen“ teil und engagierten sich einige Mutige für eine Aufhebung des Verbots, die 1961 erreicht wurde. Erst 1965 konnte eine Esperanto-Organisation in der DDR gegründet werden, und zwar innerhalb des Kulturbundes. Der DDR-Esperanto-Verband (GDREA) musste sich den staatlichen Vorgaben unterwerfen. Eine offizielle Aufgabe war es damals, im Kontakt mit ausländischen Esperantisten Propaganda für die DDR-Politik zu machen und die "westdeutsche Revanchepolitik" zu demaskieren. 1968 verwahrte sich der DEB-Vorsitzende Werner Bormann gegen eine Behauptung des DDR-Verbandes aus dem Vorjahr, der DEB werde vom Gesamtdeutschen Ministerium finanziert oder diffamiere die DDR-Esperanto-Bewegung.
Im Spannungsverhältnis zwischen staatlichem Machtanspruch und den Bedürfnissen der Esperantisten entwickelte GDREA sein Angebot an Kursen und Seminaren, sein Publikationsangebot, seine wissenschaftlich-fachliche Arbeit und internationale Veranstaltungen, die zum Teil auch für DEB-Mitglieder von Interesse waren. 1991 vereinigten sich DEB und der DDR-Verband zum heute gesamtdeutschen Deutschen Esperanto-Bund.

Seitdem hat der DEB seinem Engagement für Europa neue Impulse gegeben. Schon beim Ersten Gemeinsamen Deutsch-Französischen Esperanto-Kongress 1969 in Straßburg hatte der DEB-Vorsitzende Werner Bormann (1931–2013) erklärt: 
„Sprachgrenzen können dabei heute kein Hindernis mehr sein: Esperanto hat sich als internationale Sprache voll bewährt und steht bereit, für diesen großen Schritt auf Europa zu die entscheidende Hilfestellung zu geben.“
1993 ging es bei dem gemeinsamen Kongress mit dem Tschechischen Esperanto-Bund in Karlovy Vary um das Thema Esperanto – ein Schlüssel für Nachbarn in Europa, und 2008 erlebte die Esperanto-Stadt Herzberg am Harz in Verbindung mit dem DEB-Kongress den 8. Kongress der Europäischen Esperanto-Union (EEU), deren Mitgliedsorganisation der DEB ist.  Seine Positionen zur europäischen Sprachpolitik formulierte der DEB 2012 in den Sonnenberger Leitsätzen. Praktische Anregungen zu den Beziehungen zu Nachbarn gab der gemeinsame Kongress des DEB mit dem Polnischen Esperanto-Verband und dem Internationalen Bund der Eisenbahner-Esperantisten (IFEF) im Mai 2021, geplant in Frankfurt an der Oder und Słubice, veranstaltet als virtueller Kongress mit Teilnehmern auch aus anderen Nachbarländern.